# پشتوانه مالی دانشگاه‌های آمریکا

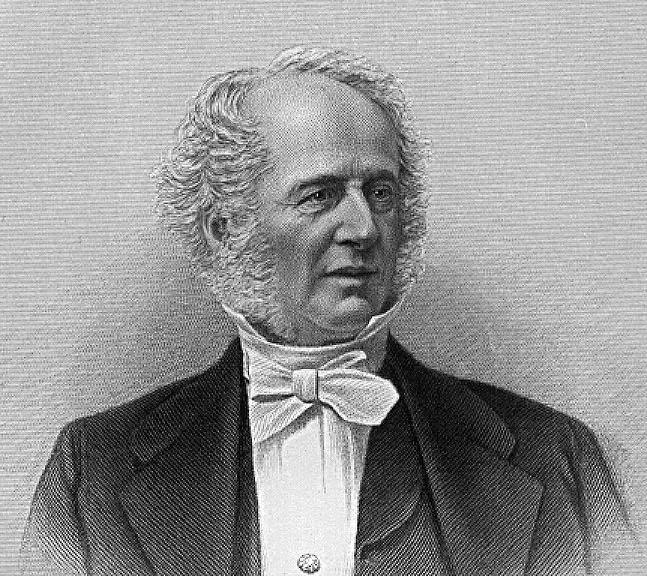
فرهنگ وقف به آموزش عالی در آمریکا سابقه درخشانی دارد. دانشگاه‌های بسیار معتبری همچون دانشگاه وندربیلت موفقیت و موقعیت امروزی خود را مدیون افرادی همچون کورنلیوس وندربیلت، سرمایه‌دار بزرگ تاریخ آمریکا هستند.

پشتوانه مالی یا ذخیره ارزی یک مؤسسه (به انگلیسی: Academic financial endowments)، به ویژه در آمریکا، به مقدار جمع هدایای نقدی و اوقاف مالی هدیه شده به یک مؤسسه (همانند یک دانشگاه) را گویند.
برخی دانشگاه‌های آمریکا مثل دانشگاه‌های آیوی لیگ دارای پشتوانه مالی فراوان و در نتیجه خودکفا (غیر وابسته به بودجه‌های دولتی) هستند. به‌طور مثال دانشگاه هاروارد با سرمایه کل ۲۹ میلیارد دلاری خود یک دانشگاه تماماً خصوصیست که بودجه سالیانه خود را از منابع گوناگون مانند صنعت، پروانه اکتشاف و اختراع، سرمایه داران و همچنین از دایره فارغ التحصیلان خود تأمین می‌کند. یا سامانه دانشگاه تگزاس نیز از پشتوانه سرمایه خصوصی ۱۳٬۵ میلیارد دلاری برخوردار است.
یکی از دلایل مهم موفقیت دانشگاه‌های آمریکایی در سالیان متمادی، حمایت روزافزون نهادهای غیردولتی، شرکت‌ها، و افراد خیّر آمریکا از نظام آموزش عالی کشورشان بوده‌است. این فرهنگ وقف به موسسات فرهنگی در هیچ جای دیگر دنیا نظیر ندارد. تنها در سال ۲۰۰۷، دانشگاه‌های آمریکا مجموعاً مبلغ ۳۰ میلیارد دلار هدایای نقدی دریافت نمودند.

## خیرین سرشناس در تاریخ آموزش عالی آمریکا
از مهمترین حامیان مالی آموزش عالی در تاریخ آمریکا می‌توان افرادی همچون خانواده راکفلر، اندرو کارنگی و وندربیلت را نام برد که حق زیادی بر گردن موفقیت امروزی دانشگاه‌های بزرگ و سرشناس آمریکا دارند.
بزرگترین هدیه در تاریخ آموزش عالی آمریکا از آنِ بنیاد بیل و ملیندا گیتس است که مقدار آن افزون بر یک میلیارد دلار بوده‌است؛ و بزرگترین دریافت‌کنندهٔ یک هدیه دانشگاه کلتک است که هدیه‌ای ۶۰۰ میلیون دلاری دریافت نمود.

### نمونه‌های مشارکت مالی ایرانیان در آموزش عالی آمریکا
به‌طور نمونه، در سال ۲۰۰۶ در تگزاس، گیتی و علی صابریون مقیم هیوستون ۱۰ میلیون دلار به مرکز سرطان ام دی اندرسون دانشگاه تگزاس اهدا نمودند.
در لس آنجلس دانشگاه جنوب کالیفرنیا نیز در سال ۲۰۰۷ دریافت‌کنندهٔ اهدای ۱۷ میلیون دلاری یک مهندس ایرانی بود، در حالیکه دانشگاه کالیفرنیا در ایرواین هدیه‌ای ۳۰ میلیون دلاری از آقای معراج دریافت نمود.
در سانفرانسیسکو، دانشگاه ایالتی سان فرانسیسکو بزرگ‌ترین هدیه خود را از یک زوج دیگر ایرانی بنام ندا و مانی مشعوف بمبلغ ۱۰ میلیون دلار دریافت کرد، و دانشگاه ایالتی پورتلند حتی به پاس هدیه ۸ میلیون دلاری دکتر فریبرز مسیح، دانشکده مهندسی خود را بنام او گردانید.

## فهرست دانشگاه‌های آمریکایی با پشتوانه مالی بالای یک میلیارد دلار
فهرست دانشگاه‌های آمریکایی با پشتوانه مالی بالای یک میلیارد دلار:
| مؤسسه                              | پشتوانه مالی در ۲۰۰۸ (میلیارد دلار آمریکا) | منبع                  |
| ---------------------------------- | ------------------------------------------ | --------------------- |
| کالج امهرست                        | ۱٫۶۶۲                                      | [ ۱۴ ]                |
| کالج پزشکی بیلور                   | ۱٫۲۷۸                                      | [ ۱۴ ]                |
| دانشگاه بیلور                      | ۱٫۲۷۸                                      | [ ۱۴ ]                |
| کالج بریا                          | ۱٫۱۰۲                                      | [ ۱۴ ]                |
| کالج بوستون                        | ۱٫۶۷                                       | [ ۱۴ ]                |
| دانشگاه براون                      | ۲٫۷۸۱                                      | [ ۱۴ ]                |
| دانشگاه بوستون                     | ۱٫۱۰۱                                      | [ ۱۴ ]                |
| مؤسسه فناوری کالیفرنیا             | ۱٫۸۶                                       | [ ۱۴ ]                |
| دانشگاه کارنگی ملون                | ۱٫۱۱۶                                      | [ ۱۴ ]                |
| دانشگاه کیس وسترن رزرو             | ۱٫۸۴۱                                      | [ ۱۴ ]                |
| دانشگاه کلمبیا                     | ۷٫۱۵                                       | [ ۱۴ ]                |
| دانشگاه کرنل                       | ۵٫۴۲۵                                      | [ ۱۴ ]                |
| کالج دارتموث                       | ۳٫۷۶                                       | [ ۱۴ ]                |
| دانشگاه دوک                        | ۵٫۹۱                                       | [ ۱۴ ]                |
| دانشگاه اموری                      | ۵٫۵۶۲                                      | [ ۱۴ ]                |
| دانشگاه جرج تاون                   | ۱٫۰۵۹                                      | [ ۱۴ ]                |
| دانشگاه جرج واشینگتن               | ۱٫۱۴۷                                      | [ ۱۴ ]                |
| مؤسسه فناوری جرجیا                 | ۱٫۲۸۱                                      | [ ۱۴ ]                |
| کالج گرینل                         | ۱٫۷۱۸                                      | [ ۱۴ ]                |
| دانشگاه جانز هاپکینز               | ۲٫۸                                        | [ ۱۴ ]                |
| دانشگاه هاروارد                    | ۳۴٫۹                                       | [ ۱۵ ]                |
| دانشگاه ایندیانا                   | ۱٫۸۸۳                                      |                       |
| ام آی تی                           | ۹٫۹۸                                       |                       |
| دانشگاه ایالتی میشیگان             | ۱٫۶۳۱                                      | [ ۱۷ ]                |
| دانشگاه نیویورک                    | ۲٫۵                                        | [ ۱۸ ]                |
| دانشگاه نورث وسترن                 | ۷٫۰                                        |                       |
| دانشگاه ایالتی اوهایو              | ۲٫۰۲                                       |                       |
| دانشگاه ایالتی پنسیلوانیا          | ۱٫۴                                        |                       |
| کالج پومونا                        | ۱٫۷۶۳                                      | [ ۱۹ ] [ پیوند مرده ] |
| دانشگاه پرینستون                   | ۱۵٫۸                                       |                       |
| دانشگاه پردیو                      | ۱٫۷۸۷                                      | [ ۲۰ ]                |
| دانشگاه رایس                       | ۴٫۷۱                                       |                       |
| دانشگاه راکفلر                     | ۱٫۷۷۲                                      | [ ۲۱ ]                |
| کالج اسمیت                         | ۱٫۱۲۵                                      |                       |
| دانشگاه متودیست جنوبی              | ۱٫۳۲۸                                      | [ ۲۲ ]                |
| دانشگاه استنفورد                   | ۱۷٫۲                                       |                       |
| کالج سوارثمور                      | ۱٫۴                                        |                       |
| دانشگاه سراکیوز                    | ۱٫۰۸۶                                      |                       |
| سامانه دانشگاه‌ای اند ام تگزاس      | ۶٫۵۹                                       |                       |
| دانشگاه تگزاس کریستین              | ۱٫۴۳                                       |                       |
| دانشگاه تافتز                      | ۱٫۵                                        | [ ۲۳ ]                |
| دانشگاه تولین                      | ۱٫۰                                        | [ ۲۴ ]                |
| دانشگاه کالیفرنیا (تمام شعبه‌ها)    | ۹٫۶۱۶                                      | [ ۲۵ ]                |
| دانشگاه شیکاگو                     | ۶٫۰۹۱                                      | [ ۲۶ ]                |
| دانشگاه سینسینتی                   | ۱٫۱۸۵                                      |                       |
| دانشگاه دلاویر                     | ۱٫۲۲۳                                      | [ ۲۱ ]                |
| دانشگاه فلوریدا                    | ۱٫۲۱۹                                      | [ ۲۷ ]                |
| سامانه دانشگاه ایلینوی             | ۲٫۱۹۷                                      |                       |
| دانشگاه کانزاس (تمام شعبات)        | ۱٫۲۴                                       |                       |
| دانشگاه میشیگان                    | ۷٫۰۹                                       | [ ۲۸ ]                |
| دانشگاه مینه‌سوتا                   | ۲٫۸                                        | [ ۲۹ ]                |
| دانشگاه نبراسکا (تمام شعبات)       | ۱٫۱۵۳                                      | [ ۲۱ ]                |
| دانشگاه کارولینای شمالی در چپل هیل | ۲٫۲                                        | [ ۳۰ ]                |
| دانشگاه نوتردام                    | ۶٫۵                                        | [ ۳۱ ]                |
| دانشگاه اوکلاهوما                  | ۱٫۱۰۸                                      | [ ۳۲ ]                |
| دانشگاه پنسیلوانیا                 | ۶٫۶۳                                       | [ ۳۳ ]                |
| دانشگاه پیتسبورگ                   | ۲٫۲۵۴                                      | [ ۳۴ ]                |
| دانشگاه ریچموند                    | ۱٫۶۵                                       |                       |
| دانشگاه روچستر                     | ۱٫۷۷                                       | [ ۳۵ ]                |
| دانشگاه کالیفرنیای جنوبی           | ۳٫۷                                        | [ ۳۶ ]                |
| دانشگاه تنسی                       | ۱٫۰                                        | [ ۳۷ ]                |
| سامانه دانشگاه تگزاس               | ۱۵٫۶                                       |                       |
| دانشگاه ویرجینیا                   | ۵٫۰۶۱                                      | [ ۳۸ ]                |
| دانشگاه واشینگتن                   | ۲٫۶۸                                       |                       |
| دانشگاه ویسکانسین                  | ۱٫۶۴۵                                      |                       |
| دانشگاه وندربیلت                   | ۳٫۴                                        |                       |
| دانشگاه ویک فارست                  | ۱٫۱۵                                       |                       |
| دانشگاه واشینگتن در سن لوئیس       | ۵٫۶۵۸                                      | [ ۳۹ ]                |
| کالج ولزلی                         | ۱٫۶۷                                       |                       |
| کالج ویلیامز                       | ۱٫۹                                        | [ ۴۰ ]                |
| دانشگاه ییل                        | ۲۲٫۵                                       |                       |
| دانشگاه یشیوا                      | ۱٫۲۷۳                                      | [ ۲۱ ]                |